# Gastrochilus matsuran
Gastrochilus matsuran là một loài thực vật có hoa trong họ Lan. Loài này được (Makino) Schltr. mô tả khoa học đầu tiên năm 1919.